# Caripeta aequaliaria
Caripeta aequaliaria là một loài bướm đêm trong họ Geometridae.